# Jules De Martino
Julian "Jules" De Martino (16 juli 1967) is een Engelse muzikant en lid van The Ting Tings. Hij heeft een relatie met zijn bandpartner Katie White.

## Jeugd
De Martino werd geboren in West Ham. Hij was de zoon van een Ierse moeder en een Italiaanse vader. Hij heeft een oudere zus, Maria. 

## Carrière

### The Ting Tings
White werkte samen in een winkeltje met een Chinees meisje genaamd Ting Ting. Toen White en De Martino samen liedjes begonnen te schrijven en kortdurende optredens hadden, besloten ze dat te doen onder de naam The Ting Tings. Ze brachten hun eerste album We Started Nothing uit op 19 mei 2008.

## Privé
White en De Martino woonden jarenlang samen, maar ontkenden een relatie te hebben, tot ze een kind kregen en in een interview wel toe moesten geven samen een langdurige relatie te hebben.